# Operatie Westwall-Sperre
Operatie Westwall-Sperre  was de codenaam voor een militaire operatie van de Kriegsmarine.

## Geschiedenis
In september 1939, net na het uitbreken van de Tweede Wereldoorlog, legden de Duitsers grote zeemijnenvelden aan langs de oostkust van Engeland. De bedoeling was om zo een deel van de scheepvaartroute van het Europese vasteland naar het Verenigd Koninkrijk te blokkeren. De operatie werd volbracht door vijf lichte kruisers, zestien torpedobootjagers, tien torpedoboten en drie mijnenleggers.